# Бальєс-Уріантал
Бальє́с-Уріанта́л — район (кумарка) Каталонії. Столиця району - м. Ґранульєс (кат. Granollers). 

## Населення району
Згідно з даними Інституту статистики Каталонії (кат. Institut d'Estadística de Catalunya), з 285.129 жителів району у 2004 р.:
- народилися у Каталонії: 65,99%
- народилися у інших регіонах Іспанії: 25,58%
- народилися за кордоном: 8,44%

## Муніципалітети
- Айгуафреза (кат. Aiguafreda) - населення 2.308 осіб;
- Бальґурґіна (кат. Vallgorguina) - населення 1.881 особа;
- Бальруманас (кат. Vallromanes) - населення 1.911 осіб;
- Бігас-і-Ріельш (кат. Bigues i Riells) - населення 7.155 осіб;
- Білалба-Сасерра (кат. Vilalba Sasserra) - населення 564 особи;
- Біланоба-дал-Бальєс (кат. Vilanova del Vallès) - населення 3.282 особи;
- Ґранера (кат. Granera) - населення 79 осіб;
- Ґранульєс (кат. Granollers) - населення 57.796 осіб;
- Ґуалба (кат. Gualba) - населення 988 осіб;
- Калдас-да-Монбуї (кат. Caldes de Montbui) - населення 15.536 осіб;
- Кампінс (кат. Campins) - населення 354 особи;
- Канубас-і-Самалус (кат. Cànoves i Samalús) - населення 2.375 осіб;
- Канубеляс (кат. Canovelles) - населення 14.668 осіб;
- Кардазеу (кат. Cardedeu) - населення 15.018 осіб;
- Каслельсі (кат. Castellcir) - населення 528 осіб;
- Кастельтарсол (кат. Castellterçol) - населення 2.195 осіб;
- Ла-Ґарріга (кат. la Garriga) - населення 13.472 особи;
- Ла-Лягоста (кат. Llagosta, la) - населення 13.455 осіб;
- Ла-Рока-дал-Бальєс (кат. Roca del Vallès, la) - населення 8.946 осіб;
- л'Амеля-дал-Бальєс (кат. Ametlla del Vallès, l') - населення 7.319 осіб;
- Лас-Франкезас-дал-Бальєс (кат. Franqueses del Vallès, les) - населення 15.196 осіб;
- Лінас-дал-Бальєс (кат. Llinars del Vallès) - населення 8.166 осіб;
- Ліса-да-Баль (кат. Lliçà de Vall) - населення 5.821 особа;
- Ліса-д'Амун (кат. Lliçà d'Amunt) - населення 12.439 осіб;
- Мартуреляс (кат. Martorelles) - населення 4.903 особи;
- Монмало (кат. Montmeló) - населення 8.804 особи;
- Мунсень (кат. Montseny) - населення 306 осіб;
- Мунтурнес-дал-Бальєс (кат. Montornès del Vallès) - населення 14.190 осіб;
- Мульєт-дал-Бальєс (кат. Mollet del Vallès) - населення 51.218 осіб;
- Паретс-дал-Бальєс (кат. Parets del Vallès) - населення 16.202 особи;
- Сан-Кірза-Сафажа (кат. Sant Quirze Safaja) - населення 543 особи;
- Сан-Пера-да-Біламажо (кат. Sant Pere de Vilamajor) - населення 3.444 особи;
- Сан-Салоні (кат. Sant Celoni) - населення 15.081 особа;
- Сан-Фаліу-да-Кузінас (кат. Sant Feliu de Codines) - населення 5.282 особи;
- Сан-Фос-да-Камсантеляс (кат. Sant Fost de Campsentelles) - населення 7.265 осіб;
- Сант-Антоні-да-Біламажо (кат. Sant Antoni de Vilamajor) - населення 4.627 осіб;
- Сант-Астеба-да-Палаутурдера (кат. Sant Esteve de Palautordera) - населення 1.961 особа;
- Санта-Аулалія-да-Рунсана (кат. Santa Eulàlia de Ronçana) - населення 5.814 осіб;
- Санта-Марія-да-Мартуреляс (кат. Santa Maria de Martorelles) - населення 763 особи;
- Санта-Марія-да-Палаутурдера (кат. Santa Maria de Palautordera) - населення 7.762 особи;
- Тагаманен (кат. Tagamanent) - населення 265 осіб;
- Фігаро-Монмань (кат. Figaró-Montmany) - населення 1.020 осіб;
- Фугас-да-Монклус (кат. Fogars de Montclús) - населення 417 осіб.